# Mai 2009

## Faits marquants
- 1er mai : Fête du Travail
- 4 mai : Chine : 90e anniversaire du Mouvement du 4-Mai, une insurrection qui éclata en Chine en 1919, qui réclamait la science et la démocratie[1]. En 1989, à l'occasion du 70e anniversaire du « 4-Mai », d'autres étudiants réclament à Tian'anmen la démocratie, un mouvement qui débouchera sur les manifestations de la place Tian'anmen.
- 5 mai :
  - Tchad : Début d'affrontements armés avec des « rebelles ».
  - Début de la Seconde bataille de Swat ; l'offensive de l'armée pakistanaise vise à déloger les groupes islamistes occupant la vallée de Swat.
- 7 mai : UE : Sommet pour le Partenariat oriental à Prague. Le « Partenariat oriental » que lance l'Union européenne, sous présidence tchèque, a été conçu pour tendre la main à six pays de l'ex-URSS : l'Ukraine, la Biélorussie, la Moldavie, la Géorgie, l'Arménie, l'Azerbaïdjan[2].
- 11 mai : Espace: Décollage de la navette spatiale Atlantis depuis Cap Kennedy en Floride, sous le nom de mission STS-125. Il s'agit de la cinquième et dernière mission d'entretien du télescope spatial Hubble.
- 13 au 24 mai : Cinéma: 62e édition du Festival de Cannes
- 14 mai :
  - Panchen Lama : 14e anniversaire de la nomination de Gendhun Choekyi Nyima comme successeur au 10e Panchen Lama.
  - Espace : Lancement par Ariane 5 du télescope spatial Herschel et du satellite Planck.
- 17 mai
  - Lituanie : Élection présidentielle en Lituanie. Victoire de Dalia Grybauskaitė (indépendante, soutenue par l'Union de la patrie, conservateurs) avec plus de 69 % des voix.
  - Panchen Lama : 14e anniversaire de l'enlèvement de Gendhun Choekyi Nyima.
  - Catch : Judgment Day (2009)
- 18 mai : Sri Lanka : Velupillai Prabhakaran, le chef des Tigres tamouls est tué par l'armée gouvernementale et tous les territoires sont repris.
- 21 mai : Jeu vidéo : Le jeu vidéo minecraft sort.
- 23 mai : France : suicide du maire UMP de Saint-Cyprien, Jacques Bouille, alors qu'il était en détention provisoire, dans la nuit du 23 au 24 mai[3]. Il s'agit du 50e suicide en prison en France depuis le début de l'année[4].
- 25 mai : Corée du Nord : La Corée du Nord procède à son deuxième essai nucléaire depuis 2006.
- 27 mai : Corée du Nord : Rupture de l'armistice de 1953 qui a mis fin à la Guerre de Corée.
  - Le FC Barcelone réalise le triplé Coupe d'Espagne de football-Championnat d'Espagne de football-Ligue des champions de l'UEFA en battant 2-0 le Manchester United FC en finale de C1.
- 30 mai : l'armée pakistanaise reprend la ville de Mingora aux talibans, dans le contexte de la Seconde bataille de Swat.
- 31 mai : États-Unis/Société : Assassinat à Wichita (Etat du Kansas aux États-Unis) de George Tiller, médecin pratiquant des avortements tardifs.

## Naissances
- 4 mai : Henrik de Danemark, troisième enfant du prince Joachim de Danemark et de sa seconde épouse, Marie Cavallier.
- 9 mai : Amira Tahri, kickboxeuse néerlandaise.

## Arts et culture
- 12 mai, 14 mai et 16 mai : Demi-finales et finale du 54e concours Eurovision de la chanson 2009 à Moscou en Russie.
- 19 mai : Création de la série musicale Glee
- du 13 mai au 24 mai : 62e édition du Festival de Cannes[5].